# Numenio di Apamea
Numenio di Apamea (in greco Νουμήνιος?, in latino Numenius; Apamea, II secolo – Alessandria (?), III secolo) è stato un filosofo siro, di lingua greca.

## Biografia
Le notizie che possediamo sulla sua vita sono scarse e frammentarie. Sappiamo con certezza che nacque ad Apamea, ma possiamo solo formulare delle ipotesi sull'epoca in cui si svolse la sua attività (forse intorno alla seconda metà del II secolo). 
Trascorse con ogni probabilità un lungo periodo in Alessandria, a giudicare dalla grande dimestichezza che aveva con il pensiero di Filone e con quello di altri filosofi egiziani suoi contemporanei. La conoscenza che Numenio possedeva delle religioni orientali, e soprattutto dell'ebraismo, ha indotto molti studiosi a ritenere che il filosofo fosse di religione ebraica o comunque fortemente influenzato da essa.

## Opere e Pensiero
Delle opere di Numenio abbiamo sostanziali frammenti, specialmente in Eusebio di Cesarea e Proclo. La più ampia era Sul bene, in 6 libri , di tipo speculativo come Sull'incorruttibilità dell'anima, seguita da opere di tipo commentativo-dossografico quali Sull'infedeltà degli Accademici a Platone e Sui segreti di Platone
Niente di più che il titolo abbiamo di Sui Nomi e Sul luogo, citate da Origene
Dai frammenti, si ricostruisce come egli riteneva che la filosofia greca avesse un'origine orientale, tanto da paragonare, ad esempio, lo stesso Platone alla figura biblica di Mosè. Con Numenio, in effetti, il pensiero di matrice ellenistica subisce una profonda influenza da parte delle credenze orientali o orientaleggianti (fra cui anche alcune forme di gnosticismo rilevate da Eduard Norden) che si svilupperà ulteriormente nei secoli successivi, a seguito della cristianizzazione dell'oriente greco-romano.
Dio si articola, secondo Numenio, in tre entità soprannaturali (o "intelletti") perfettamente differenziate fra di loro. Dalla prima ha origine lo spirito informatore dell'universo, mentre la seconda, originatasi dalla prima, è paragonabile al demiurgo platonico ed è il motore dell'universo (e pertanto del "divenire") e la terza, prodotta dalla seconda entità, si identifica con il mondo inteso come materia. La prima entità rappresenta il bene assoluto e può essere colta, sebbene solo in forma incompleta, mediante il pensiero. 
L'uomo possiede due anime, di cui solo la prima è razionale: allorché questa prende possesso di un corpo subisce una forma di contaminazione, dal momento che la realtà materiale è di per sé negativa. 
Da quanto accennato risulta evidente, nel pensiero di Numenio, l'influenza delle dottrine medioplatoniche unitamente a quelle neopitagoriche. A propria volta Numenio esercitò una profonda influenza sul neoplatonico  Plotino, il quale venne persino accusato di plagiare alcune opere del filosofo di Apamea.